# Flyer (voilier)
Pour les articles homonymes, voir Flyer.
Le Flyer est un voilier de course au large qui a gagné la deuxième édition de la course autour du monde en équipage Whitbread around the World Race en 1977-1978, avec comme skipper son propriétaire, le Néerlandais Cornélius van Rietschoten. Rebaptisé Alaska Eagle, il court une seconde Whitbread sous pavillon des États-Unis en 1981-1982.

## Caractéristiques techniques

### Construction
Le bateau est construit en aluminium au chantier hollandais Huisman en 1976 avec comme programme la deuxième édition de la Whitbread, course autour du monde en équipage. L’homme d’affaires néerlandais Cornélius van Rietschoten (en néerlandais Cornelis ou Conny), a commandé un bateau capable de gagner. La première édition de la course en 1973 avait été remportée par un navire issu du cabinet d’architecture Sparkman & Stephans (S & S), le bateau de la série des Swan 65 Sayula II, c’est pourquoi Cornélius van Rietschoten s'adresse à ces architectes pour réaliser son voilier. Il n'est pas le seul puisque quatre autres bateaux de la Whitbread 1977-1978 sont aussi des plans Sparkman & Stephans : trois voiliers de la série des Swan 65 comme Sayula II : King's Legend (skippers : Nick Ratckliffe et Michael Clancy) , ADC Accutrac (skipper : Clare Francis) et Disque d'Or (skipper : Pierre Fehlmann). Ces bateaux mesurent 19,68 m. Le quatrième bateau, plus petit, est Traité de Rome (skipper : Philippe Hanin), avec une longueur de 15,60 m.

#### Caractéristiques
- Couleur de coque : bleu foncé (1977), blanc (1981).

- N° de voile : H 2398 (1977) – US 59707 (1981).

- Rating : en 1977 : 48,4 pieds IOR (International Offshore Rule). En 1981 : 49,9.

- Déplacement : 25,084 tonnes (1977) – 25,174 tonnes (1981).

- Tirant d’eau : 3,03 m (1977) – 3,23 m (1981).

#### Confort et sécurité
Les aspects de fiabilité, de confort et de sécurité ne sont pas négligés. Pour Gerard Dijkstra, navigateur à bord de Flyer :  
« … j’ai le sentiment que la santé et le confort de l’équipage pendant une longue course peuvent faire toute la différence entre gagner et perdre. (..) Flyer n’est pas un bateau extrême mais un bon marcheur à toutes les allures ».
Le bateau reste sec à l’intérieur et l’isolation à base de mousse permet de limiter la condensation. Les couchettes ne sont pas mouillées car elles sont protégées dans de petites cabines. Un chauffage permet de sécher les vêtements. Les vestes de quart ont une couche isolante par mousse, offrant aussi des capacités de flottabilité. Les filières sont particulièrement robustes et plus hautes que celles préconisées par les règles de jauge IOR.
Côté nourriture, c’est un cuisinier français qui officie aux fourneaux, et qui sert les repas à heures fixes, quelles que soient les conditions météo. La nourriture est à base de viande surgelée, produits déshydratés et pain de mie, augmentée par le ravitaillement en produits frais pendant les escales. Les réservoirs d’eau sont placés juste au-dessus-de la quille.
Flyer dispose d’un décodeur morse pour obtenir des informations météorologiques détaillées, notamment la position de l’anticyclone de Saint-Hélène dans l’Atlantique sud.

#### Préparation et mise au point
Flyer est lancé en mars 1977 et traverse l’Atlantique. Des optimisations sont réalisées comme l’ajout d’une bôme de grand-voile plus solide. Certains aménagements intérieurs sont détruits pour le rangement des voiles. Le bateau est ensuite engagé dans la Course du Fastnet pendant l’été 1977 et se trouve fin prêt au départ de la Course autour du monde au mois de septembre 1977.

D'après Éric Loizeau, skipper de Gauloise II :
« Flyer était, sans conteste, le bateau le mieux préparé de la course ».

#### Le budget
Tout au long de la course qui dure sept mois, un budget suffisant permet de renouveler le matériel à chaque escale et de maintenir le voilier en parfait état de fonctionnement.

### Le gréement et les voiles

Schéma indicatif montrant l'évolution de Flyer devenu Alaska Eagle pendant 30 ans sous gréement de sloop, avant d'être rénové à l'identique en 2014 avec son gréement de ketch d'origine. Dimensions et détails approximatifs.

#### 1977 : Gréement de ketch
Le voilier est lancé en gréement de ketch avec deux mâts pour faciliter les manœuvres.
Les voiles de Flyer sont au nombre de 41. Elles sont choisies et embarquées à chaque escale en fonction du parcours prévu et des conditions météo escomptées. Le maître-voilier du bord répare les spinnakers. Un étai creux avec des voiles à ralingue, c’est-à-dire sans mousquetons, est utilisé dans la première et la dernière étape.

#### 1981 : Gréement desloop
En 1981, le bateau est rebaptisé Alaska Eagle aux Etats-Unis, il est modifié en vue de courir la troisième édition de la Whitbread et passe sous gréement de sloop. Cependant, selon Brian Hancock, l’un des équipiers d’Alaska Eagle, ce changement avait plutôt nui aux performances avec la diminution de la surface de voile et l’augmentation du rating, passé de 48,4 à 49,9 pieds IOR.

### Noms du bateau
- Le nom « Flyer » est une allusion humoristique à la légende du Hollandais volant[4].

- Le nom « Alaska Eagle » a été choisi par Neil Bergt, homme d’affaires américain propriétaire d’une compagnie aérienne à Anchorage en Alaska[7].

## Historique des courses

### Sous le nomFlyer(skipper : Cornélius van Rietschoten)

#### 1977-1978 : Course autour du monde en équipage (Whitbread around the World Race)

##### L'équipage
Il est composé des personnes suivantes : Cornelius van Rietschoten, skipper et propriétaire ; Gerard Dijkstra, navigateur, chef de quart ; Aedgard Koekenbakker, chef de quart ; Albert Dijkema, médecin ; Adrian Ford, maître-voilier ; Marcel Laurin, cuisinier ; John Anderson; Bruce Ashwood ; William Johnson; Christopher Moselen ; Ari Steinberg ; Roderick White ; Hugh Wilson,.

##### La course

Parcours officiel de la Whitbread 1977-1978, gagnée par Flyer.

Elle se court en 4 étapes et le classement principal est en temps compensé. Un coefficient de rating est affecté à chaque bateau selon ses caractéristiques et permet de calculer le temps compensé par rapport au temps réel de course, selon les principes de la jauge à handicap IOR (International Offshore Rule). En effet, les bateaux ont des caractéristiques différentes et courent tous dans la même classe. Les longueurs vont de 15,60 à 23,79 mètres. Les gréements sont de deux types : sloop et ketch. Les poids des bateaux (déplacement) varient de 12,7 à 40 tonnes.

##### Les concurrents
Les principaux concurrents de Flyer sont le voilier anglais de la série des Swan 65 King’s Legend (skippers : Nick Ratckliffe et Michael Clancy), le bateau européen Traité de Rome ainsi que les deux bateaux français Gauloise II (skipper : Eric Loizeau) et 33 Export (skipper : Alain Gabbay). Ces deux derniers bateaux, les plus anciens de la course, bénéficient d’une détaxe de temps pour le calcul du temps compensé mais sont aussi des bateaux à déplacement léger, alors que le reste de la flotte est composé par des unités à déplacement lourd. Les voiliers les plus légers ont des petits ratings : 35,7 pour Traité de Rome, 37,5 pour Adventure, 38,1 pour Gauloise II et 39,7 pour 33 Export. Un autre voilier français, Pen Duick VI, mené par Éric Tabarly, rejoint la course en Nouvelle-Zélande mais ne sera finalement pas classé à cause de sa quille en uranium,,. Les deux plus grands bateaux sont Great Britain II et le tout nouveau « Maxi » Heath’s Condor (futur Condor of Bermuda), skippé par Leslie Williams et Robin Knox-Johnston, qui vise la victoire en temps réel. C'est  le seul voilier dont le mât est en fibre de carbone, un nouveau matériau en 1977. Trois voiliers ont déjà participé à la première édition de la Whitbread : Great Britain II, Adventure et 33 Export. Clare Francis est la première femme skipper dans la Whitbread sur le bateau ADC Accutrac.

##### Etape 1: Portsmouth - Le Cap
- Classement de Flyer : 1er en temps compensé et en temps réel (en 932 heures), devant King’s Legend et Gauloise II. Deux heures seulement séparent les deux premiers après 38 jours de course.

Flyer et King’s Legend, performants à l'allure du près, c'est-à-dire contre le vent, passent le Pot-au-Noir entre 10 et 15 degrés de longitude ouest alors que les autres bateaux laissent porter plus à l’ouest. Ils prennent ensuite la route directe vers le sud et contournent l’anticyclone de Saint-Hélène par le Nord-Est, une option qui leur permet de gagner deux jours sur le reste de la flotte et de prendre l’avantage au classement général.
Heath’s Condor est victime du démâtage de son mât en fibre de carbone et se détourne sur Monrovia pour réparer, perdant toute chance de remporter la course. L’avarie du ridoir d’étai de 33 Export qui doit relâcher à Madère ainsi qu'une mauvaise option Est ôtent à ce bateau la possibilité de remporter la course. Quant au voilier français Japy-Hermes (skipper : Jimmy Viant), il doit faire escale à Recife au Brésil pour déposer d'urgence un équipier malade.

##### Etape 2: Le Cap - Auckland
- Classement de Flyer : 4e en temps compensé derrière 33 Export, Traité de Rome et King’s Legend (temps réel : 773 heures). C'est Heath's Condor qui est premier à Auckland en temps réel en 729 heures suivi de Great Britain II.

Flyer se place sur une route nord, mais cette option ne lui est pas favorable, les vents étant plus puissants au sud, favorisant ses concurrents. King's Legend doit ralentir à cause d'une voie d'eau. 33 Export très rapide sur une route intermédiaire au niveau du 50e degré parallèle Sud arrive en cinquième position à Auckland et remporte l'étape en temps compensé. 
L’avarie de gouvernail de Gauloise II, peu après le départ, contraint ce bateau à faire escale à Port Elizabeth en Afrique du Sud et lui ôte la possibilité de remporter la course. Quant à Heath's Condor, après une journée très rapide avec 298 milles au loch (appareil qui mesure la vitesse), il récupère de justesse un homme tombé à la mer pendant une manœuvre de spinnaker.

##### Etape 3: Auckland - Rio de Janeiro
- Classement de Flyer : 2e en temps compensé derrière Gauloise II (temps réel : 821 heures) et devant Traité de Rome. C'est Pen Duick VI qui arrive le premier à Rio de Janeiro mais, du fait de sa disqualification, les deux premiers bateaux en temps réel sont Great Britain II en 808 heures et Heath's Condor[15].

33 Export doit s’arrêter pour déposer un équipier blessé, il perd toute chance de bien se placer au classement général. King’s Legend choisit une mauvaise option avec une route trop au nord dans le Pacifique, perdant tout avantage sur Flyer descendu au sud. Certains bateaux s'aventurent très au sud jusqu'à 62 degrés de latitude pour raccourcir la route en se rapprochant de l'orthodromie mais sont environnés par les icebergs.
Gauloise II a passé le Cap Horn premier en temps compensé et prend une option au large de la côte brésilienne qui lui permet de trouver du vent et de remporter l’étape.

##### Etape 4: Rio de Janeiro - Portsmouth

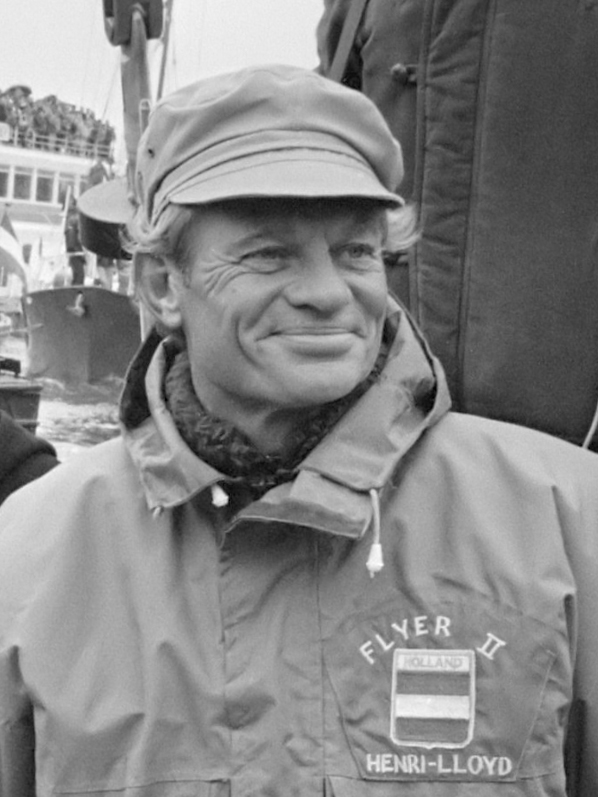
Après le succès de Flyer dans la Whitbread 1977-1978, Conny van Riestchoten, propriétaire et skipper, se lance dans une nouvelle Whitbread avec un nouveau bateau : Flyer II.

- Classement de Flyer : 7e en temps compensé derrière Gauloise II, Traité de Rome, King’s Legend, 33 Export et ADC Accutrac. (temps réel : 742 heures). C'est Heath's Condor qui est le plus rapide en temps réel en 687 heures.

Le voilier est retardé par l’anticyclone des Açores. Néanmoins, son avance au classement général lui permet de remporter la course,.
Au classement général, Flyer est premier en temps compensé en 2 857 heures et 119 jours devant King’s Legend qu’il devance de deux jours et demi, et Traité de Rome. Son temps réel de 3 269 heures.

##### Bilan de la course
L'avance prise dans la première étape a permis à Flyer de prendre la tête au classement général. Il a ensuite joué sur la régularité et le contrôle de son principal concurrent, King's Legend. L' absence d'avarie sérieuse ou de problème de santé grave à bord a permis à Flyer de continuer la course alors que plusieurs de ses concurrents devaient ralentir ou faire une escale technique.
La victoire de Flyer est la première victoire d’un voilier néerlandais dans la Course autour du monde. Ce succès encourage Cornélius van Rietschoten à se relancer dans la Whitbread suivante avec un nouveau bateau, Flyer II.

### Sous le nomFlying Wilma(skipper : Gerard Dijkstra)

#### 1979 : Route des épices Djakarta - Rotterdam (Nedlloyd Specerijen Race )
Le voilier est sponsorisé par Bouwbedrijf Wilma. Il se classe premier.

### Sous le nom:Alaska Eagle (skipper : Neil Bergt)

Parcours officiel de la Whitbread 1981-1982, dans laquelle Alaska Eagle se classe neuvième sur vingt-neuf concurrents au départ.

#### 1981-1982 : Course autour du monde en équipage (Whitbread around the World Race)
Alaska Eagle est le premier voilier des Etats-Unis engagé dans la Whitbread. Les deux Flyer se retrouvent dans la même course : Alaska Eagle (ex- Flyer) et son successeur Flyer II.

##### Équipage
Neil Bergt s’est entouré d’un équipage de spécialistes et de professionnels comme Skip Novak, qui faisait partie de l’équipage de King’s Legend, et qui par la suite va courir deux autres Whitbread, sur Drum en 1985-1986 et sur Fazizi en 1989-1990. Un autre spécialiste est le suédois Roger Nilson, qui participera à plusieurs éditions de la Whitbread jusqu’en 2008 et 2009, naviguant successivement sur les bateaux Drum, The Card, Intrum Justitia, Swedish Match, Amer Sports One et Telefonica Black. Un cuisinier français fait partie de l’équipage,.

##### Classements (temps compensé, temps réel)
| N° d'étape | Lieu de départ | ! Lieu d'arrivée | classement temps compensé | classement temps réel |
| ---------- | -------------- | ---------------- | ------------------------- | --------------------- |
| 1          | Portsmouth     | Le Cap           | 5e                        | 5e                    |
| 2          | Le Cap         | Auckland         | 13e                       | 10e                   |
| 3          | Auckland       | Mar del Plata    | 12e                       | 10e                   |
| 4          | Mar del Plata  | Portsmouth       | 5e                        | 7e                    |

Dans le classement général, le voilier obtient la neuvième place en temps compensé, et la septième en temps réel. La course est gagnée par Flyer II.

## Histoire suivante du bateau

### De 1983 à 2013 : le « Orange Coast College of Seamanship »

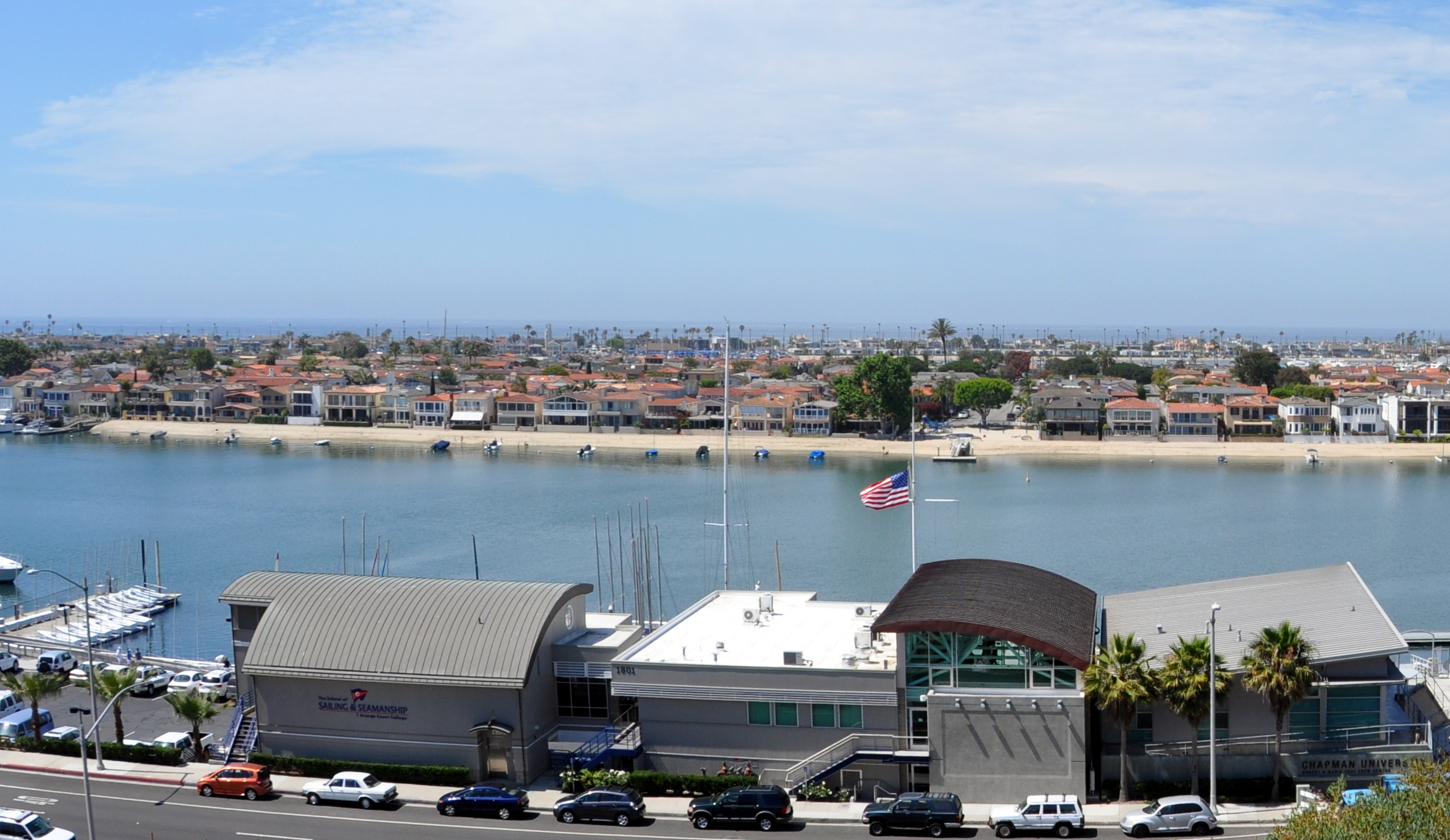
L'école de voile du collège « Orange Coast College of Seamanship » dans la ville de Newport Beach en Californie, où Alaska Eagle fut le voilier de haute-mer pendant 30 ans.

Après la Whitbread de 1981-1982, le propriétaire et skipper Neil Bergt fait don du bateau au collège « Orange Coast College of Seamanship », une école située à Newport Beach dans le comté d’Orange en Californie. Le voilier parcourt en école plusieurs milliers de milles dans le Pacifique pendant trente ans, avec le couple de skippers Rich & Sheri Crowe. Il participe à la course Sydney-Hobart en 1999 où il se classe 5e. Il est bateau accompagnateur sur plusieurs courses transpacifiques Los Angeles - Honolulu. En 2011 le couple de skippers de l’école prend sa retraite et le bateau est à vendre.

### 2013 : L’initiative « Revival The Flyer »
Au même moment, des navigateurs néerlandais, dont le propriétaire de King’s Legend, montent le projet « Revival The Flyer », dans le but de faire revenir Flyer aux Pays-Bas. Ils achètent le bateau et Alaska Eagle quitte les Etats-Unis par cargo. Le voilier est rénové à l’identique au chantier Royal Huisman,. Il est rebaptisé Flyer en 2014 et navigue aux Pays-Bas et sur les côtes européennes,.